# Canyon del Sumidero
Il Canyon del Sumidero (in spagnolo: Cañón del Sumidero) è un canyon stretto e profondo circondato da un parco nazionale situato a nord della città di Tuxtla Gutiérrez nello Stato messicano del Chiapas.

## Geologia
L'origine del canyon è databile nello stesso periodo di quella del Grand Canyon, nello Stato americano dell'Arizona, con l'apertura di una fenditura nella crosta terrestre della zona e dall'erosione successiva da parte del fiume Grijalva, che ancora l'attraversa.

## Caratteristiche
Il canyon ha pareti verticali che arrivano ad un'altezza di 1.000 metri, ed esegue una stretta svolta a novanta gradi lungo il percorso del fiume. All'estremità nord del canyon c'è la diga Chicoasen, una delle tante sul fiume Grijalva, importante per la conservazione dell'acqua e la generazione di energia idroelettrica. Il canyon è circondato dal Sumidero Canyon National Park, che si estende per 21.789 ettari su quattro comuni dello Stato del Chiapas. Questo parco è gestito dalla Comisión Nacional de Áreas Naturales Protegidas (Conanp). La maggior parte della vegetazione del parco è composta da foresta decidua bassa o media altezza, con piccole aree di pino, querce e praterie.
Il canyon/parco è il secondo sito turistico più importante del Chiapas, e attira visitatori per lo più messicani che visitano il canyon a bordo di barche che partono da Chiapa de Corzo. Il parco confina con Tuxtla Gutiérrez, la più grande città dello Stato, il che ha causato problemi di sconfinamento umano nel parco. Cosa ancora più importante, le aree urbane e le zone a monte del canyon hanno causato seri problemi di inquinamento, con un picco massimo di 5000 tonnellate di rifiuti solidi estratti dal fiume Grijalva ogni anno. Questi rifiuti tendono ad accumularsi nel canyon a causa della sua ampiezza limitata, della convergenza dei flussi di acqua e della presenza della diga Chicoasen.
Il Canyon del Sumidero, durante l'invasione dei Conquistadores, fu teatro di un suicidio di massa degli Indios che, per non soccombere agli attacchi dell'esercito di Diego de Mazariegos, divenuti ormai inarrestabili, nel 1532 si gettarono dal punto più alto del canyon.